# Lytterprisen
Lytterprisen var Riksmålsforbundets pris "for bruk av fremragende språk i radio og fjernsyn" fra 1960 til 2002. Den blev frem til 2002 uddelt til personer aktive inden for både radio og fjernsyn. I 2003 blev prisen delt i Lytterprisen (for radio) og TV-prisen (for fjernsyn). Både Lytterprisen, TV-prisen og presseprisen Gullpennen uddeles ved et fælles arrangement for Riksmålsforbundets mediepriser.
En hovedtanke bag riksmålsbevægelsens mange priser er at belønne og påskønne forfattere, skribenter og journalister som benytter sig af et levende og nuanceret riksmål i sin virksomhed.

## Prisvindere 1960–2002 (radio og fjernsyn)
- 1960 – Sigurd Smebye
- 1961 – Berit Brænne
- 1962 – Anne Cath. Vestly
- 1963 – Francis Bull
- 1964 – Erik Bye
- 1965 – Arnulf Øverland
- 1966 – Kjell Arnljot Wig
- 1967 – André Bjerke
- 1968 – Lille Graah
- 1969 – Erik Tandberg
- 1970 – Jahn Otto Johansen
- 1971 – Arne Altern
- 1972 – Mentz Schulerud
- 1973 – Jacob Skarstein
- 1974 – Richard Herrmann
- 1975 – Wenche Margrethe Myhre
- 1976 – Einar Johannessen
- 1977 – Lars Roar Langslet
- 1978 – Gidske Anderson
- 1979 – Eilif Straume
- 1980 – Lars Jacob Krogh
- 1981 – Kjell Thue
- 1982 – Knut Bjørnsen
- 1983 – Rolf Kirkvaag
- 1984 – Guro Rustad
- 1985 – Ella Arntsen
- 1986 – Nils Heyerdahl
- 1987 – Dankert Freilem
- 1988 – Christian Borch
- 1989 – Ingrid Sahlin-Sveberg
- 1990 – Geir Helljesen
- 1991 – Bjørn-Thore André
- 1992 – Leif Dubard
- 1993 – Olav Njaastad
- 1995 – Rolv Wesenlund
- 1996 – Knut Borge
- 1997 – Fredrik Skavlan
- 1998 – Eva Bratholm
- 1999 – Ole Paus
- 2000 – Torkjell Berulfsen
- 2001 – Pål T. Jørgensen
- 2002 – Jon Almaas

## Prisvindere 2003– (radio)
- 2003 – Nils Nordberg, NRK Radioteatret
- 2004 – Kai Sibbern, NRK Verdibørsen P2
- 2005 – Agnes Moxnes, NRK P2
- 2006 – Kari Slaatsveen, NRK P1
- 2007 – Finn Bjelke, NRK
- 2008 – Sverre Tom Radøy, NRK
- 2009 – Ugo Fermariello, NRK
- 2010 – Cille Biermann, NRK
- 2011 – Terje Nordby, NRK
- 2012 – Ingrid Bjørnov, NRK
- 2013 – Ida Creed, NRK
- 2014 – Øyvind Arntsen, NRK
- 2015 – Marte Spurkland, VG (podcast)
- 2016 – Lisbeth David-Andersen, NRK[1]
- 2017 – Fredrik Solvang.[2]
- 2018 – Bjørn Faarlund, P4[3]

## Eksterne lenker
- http://www.riksmalsforbundet.no/sprakpriser/medieprisene/tv-prisen-og-lytterprisen/